# Przygody Toma Bombadila
Przygody Toma Bombadila – wydany w 1962 roku zbiór szesnastu wierszy J.R.R. Tolkiena, z których tylko trzy dotyczą postaci Toma Bombadila i jego żony Złotej Jagody (znanych z tomu Drużyna Pierścienia powieści Władca Pierścieni). Pozostałe mają charakter wierszowanych bestiariów i baśni.
Książka powiązana jest z mitologią Śródziemia – w przedmowie do książki Tolkien informuje, że są to hobbickie wiersze zawarte w Czerwonej Księdze Marchii Zachodniej.
Książkę tę na język polski przełożyła Aleksandra Jagiełowicz; wydało wydawnictwo Amber.

## Wiersze
1. Przygody Toma Bombadila
2. Tom Bombadil płynie w świat
3. Wędrówka
4. Księżniczka Ya
5. Jak Człek z Księżyca za późno poszedł spać
6. Jak Człek z Księżyca zszedł za wcześnie
7. Kamienny Troll
8. Perry Winkle
9. Wargule
10. Olifant
11. Fastitocalon
12. Kot
13. Narzeczona cienia
14. Skarb
15. Morski dzwon
16. Ostatni statek